# Список заступників голів Верховної Ради України
Перший заступник та заступник Голови Верховної Ради України — вищі керівні посади Верховної Ради України. Заступники обираються на строк повноважень Верховної Ради України з числа народних депутатів відкритим голосуванням, кандидатури яких вносяться в порядку, передбаченому для внесення кандидатури на посаду Голови Верховної Ради України.
Повноваження Першого заступника та заступника Голови Верховної Ради визначені Регламентом Верховної Ради України. Функції Першого заступника ширші, на відміну від Другого заступника, зокрема, Перший заступник виконує обов'язки Голови Верховної Ради України в разі його відсутності або неможливості виконання ним своїх обов'язків. Окрім цього він веде організаційну та іншу роботу з питань взаємодії Верховної Ради з органами виконавчої влади, органами місцевого самоврядування, з питань підготовки і розгляду законопроєкту про Державний бюджет
України на відповідний рік та звіту про його виконання, організовує розробку проєкту кошторису Верховної Ради, а також з питань здійснення Верховною Радою та її органами законопроєктної діяльності, законодавчої процедури та контрольних функцій. А Заступник Голови Верховної Ради виконує обов'язки
як Голови Верховної Ради України в разі його відсутності або неможливості виконання ним своїх обов'язків, так і Першого заступника у разі його відсутності або неможливості виконання ним обов'язків.
Нижче подано списки окремо Перших Заступників Голови Верховної Ради та окремо Заступників Голови ВР, з урахуванням партійної приналежності, дати їх повноважень, та приміток, з коментарями їх діяльності, якщо така діяльність була значною й примітною в історі Верховної Ради незалежної України.

## Перші заступники голів Верховної Ради України
Партії
      Безпартійний
      Комуністична
      Соціал-демократична партія України (об'єднана)
      Партія регіонів
      За єдину Україну!
      Селянська
      Народний Фронт
      Блок Петра Порошенка
      Слуга народу
| №  | Перший заступник Голови Верховної Ради | Перший заступник Голови Верховної Ради | Роки повноваження                  | Роки життя                    | Голова Верховної Ради                               | Скликання | Примітки |
| -- | -------------------------------------- | -------------------------------------- | ---------------------------------- | ----------------------------- | --------------------------------------------------- | --------- | -------- |
| 1  |                                        | Іван Степанович Плющ                   | 24 серпня 1991 — 5 грудня 1991     | 1941—2014                     | Леонід Макарович Кравчук                            | I         |          |
| 2  |                                        | Василь Васильович Дурдинець            | 29 січня 1992 — 10 травня 1994     | нар. 1937                     | Іван Степанович Плющ                                | I         |          |
| 3  |                                        | Олександр Миколайович Ткаченко         | 25 травня 1994 — 14 квітня 1998    | 7 березня 1930 — 4 січня 2024 | Олександр Олександрович Мороз                       | II        |          |
| 4  |                                        | Адам Іванович Мартинюк                 | 9 липня 1998 — 21 січня 2000       | нар. 1950                     | Олександр Миколайович Ткаченко                      | III       |          |
| 5  |                                        | Віктор Володимирович Медведчук         | 1 лютого 2000 — 13 грудня 2001     | нар. 1954                     | Іван Степанович Плющ                                | III       |          |
| 6  |                                        | Геннадій Андрійович Васильєв           | 28 травня 2002 — 18 листопада 2003 | нар. 1953                     | Володимир Михайлович Литвин                         | IV        |          |
| 7  |                                        | Адам Іванович Мартинюк                 | 18 листопада 2003 — 4 квітня 2006  | нар. 1950                     | Володимир Михайлович Литвин                         | IV        |          |
| 8  |                                        | Адам Іванович Мартинюк                 | 11 липня 2006 — 20 вересня 2007    | нар. 1950                     | Олександр Олександрович Мороз                       | V         |          |
| 9  |                                        | Олександр Володимирович Лавринович     | 2 вересня 2008 — 11 березня 2010   | нар. 1956                     | Арсеній Петрович Яценюк Володимир Михайлович Литвин | VI        |          |
| 10 |                                        | Адам Іванович Мартинюк                 | 11 травня 2010 — 12 грудня 2012    | нар. 1950                     | Володимир Михайлович Литвин                         | VI        |          |
| 11 |                                        | Ігор Григорович Калєтнік               | 13 грудня 2012 — 22 лютого 2014    | нар. 1972                     | Володимир Васильович Рибак                          | VII       |          |
| 12 |                                        | Андрій Володимирович Парубій           | 4 грудня 2014 — 14 квітня 2016     | нар. 1971                     | Володимир Борисович Гройсман                        | VIII      |          |
| 13 |                                        | Ірина Володимирівна Геращенко          | 14 квітня 2016 — 29 серпня 2019    | нар. 1971                     | Андрій Володимирович Парубій                        | VIII      |          |
| 14 |                                        | Руслан Стефанчук                       | 29 серпня 2019 — 7 жовтня 2021     | нар. 1975                     | Дмитро Разумков                                     | IX        |          |
| 15 |                                        | Олександр Корнієнко                    | 13 жовтня 2021 —                   | нар. 1984                     | Руслан Стефанчук                                    | IX        |          |

## Заступники голів Верховної Ради України
Партії
      Безпартійний
      Комуністична
      Соціал-демократична партія України (об'єднана)
      Батьківщина
      Свобода
      Самопоміч
| №  | Заступник Голови Верховної Ради | Заступник Голови Верховної Ради   | Роки повноваження                  | Роки життя                     | Голова Верховної Ради                                      | Скликання | Примітки |
| -- | ------------------------------- | --------------------------------- | ---------------------------------- | ------------------------------ | ---------------------------------------------------------- | --------- | -------- |
| 1  |                                 | Володимир Борисович Гриньов       | 24 серпня 1991 — 29 червня 1993    | нар. 1945                      | Леонід Макарович Кравчук Іван Степанович Плющ              | I         |          |
| 2  |                                 | Олег Олексійович Дьомін           | 25 травня 1994 — липень 1996       | нар. 1947                      | Олександр Олександрович Мороз                              | II        |          |
| 3  |                                 | Віктор Лаврентійович Мусіяка      | жовтень 1996 — 14 квітня 1998      | 1946—2019                      | Олександр Олександрович Мороз                              | II        |          |
| 4  |                                 | Віктор Володимирович Медведчук    | 9 липня 1998 — 1 лютого 2000       | нар. 1954                      | Олександр Миколайович Ткаченко                             | III       |          |
| 5  |                                 | Степан Богданович Гавриш          | 1 лютого 2000 — 4 квітня 2002      | нар. 1952                      | Іван Степанович Плющ                                       | III       |          |
| 6  |                                 | Олександр Олексійович Зінченко    | 28 травня 2002 — 17 березня 2005   | 16 квітня 1957 — 9 червня 2010 | Володимир Михайлович Литвин                                | IV        |          |
| 7  |                                 | Микола Володимирович Томенко      | 8 лютого 2007 — 14 червня 2007     | нар. 1964                      | Олександр Олександрович Мороз                              | V         |          |
| 8  |                                 | Микола Володимирович Томенко      | 2 вересня 2008 — 12 грудня 2012    | нар. 1964                      | Арсеній Петрович Яценюк Володимир Михайлович Литвин        | VI        |          |
| 9  | Руслан Кошулинський             | Руслан Володимирович Кошулинський | 13 грудня 2012 — 27 листопада 2014 | нар. 1969                      | Володимир Васильович Рибак Олександр Валентинович Турчинов | VII       |          |
| 10 | Оксана Сироїд                   | Оксана Іванівна Сироїд            | 4 грудня 2014 — 29 серпня 2019     | нар. 1976                      | Володимир Борисович Гройсман Андрій Володимирович Парубій  | VIII      |          |
| 11 |                                 | Олена Кондратюк                   | 29 серпня 2019 —                   | нар. 1970                      | Дмитро Разумков                                            | IX        |          |